# Пуэблито-де-Альенде
Пуэблито-де-Алье́нде (исп. Pueblito de Allende) — посёлок в Мексике, штат Чиуауа, входит в состав муниципалитета Альенде. Численность населения, по данным переписи 2010 года, составила 1381 человек.

## Общие сведения
Посёлок назван в честь одного из лидеров движения за независимость Мексики Игнасио Альенде.
Свою известность посёлок получил после падения метеорита 8 февраля 1969 года.